# Telekes Béla
Telekes Béla (1891-ig Klein, Felsőtelekes, 1873. május 4. – Budapest, 1960. október 28.) költő, műfordító.

## Élete
Telekes Lajos pénzügyi számtanácsos és Kzsenzig Malvina fiaként született. Édesanyját hatéves korában elvesztette.
A vallás- és közoktatásügyi miniszter 1900 nyarán nevezte ki Hódmezővásárhelyre polgár-iskolai tanárnak.
Jelentős műfordítói tevékenységet folytatott. Olyan neves íróktól fordított, mint: Dickens, Hauptmann, Ibsen, Kleist, Lermontov, Maeterlinck, Molière, Poe, Rostand, Shakespeare, Strindberg, Oscar Wilde.
Rudolf Steiner első magyar fordítása is az ő munkája, mely 1922-ben jelent meg.

## Családja
Felesége Soós Erzsébet (1875–1953) volt, akit 1900. július 31-én Budapesten vett nőül.
Gyermekei:
- Telekes Lajos (1903–?)
- Telekes Kornél (1905–1956). Felesége Zsinka Margit.
- Telekes Mária

## Művei (válogatás)
- Káprázatok (versek, Budapest, 1895)
- Versek (Budapest, 1906)
- Fekete gályán (versek, Budapest, 1936)
- Válogatott versek (Budapest, 1956)
- Ez itt az álmok rengetegje (Szerkesztette: Szeghalmi Elemér; Budapest, 1975)
- Az én múzsám (Szerkesztette: Vozár Jolán – Szeghalmi Elemér; Budapest, 1981)

## Díjai, elismerései
- Baumgarten-díj (1935)